# American Football (banda)
American Football es una banda estadounidense de rock proveniente de Urbana, Illinois, activa desde 1997 hasta el año 2000, y del 2014 a la actualidad. La banda está compuesta por el guitarrista y cantante Mike Kinsella, el guitarrista Steve Holmes, el baterista y trompetista Steve Lamos, y el bajista Nate Kinsella.
Mike, Holmes y Lamos formaron American Football mientras estudiaban en la Universidad de Illinois, y pese separarse poco después de publicar su álbum homónimo debut en 1999, su trabajo  terminó convirtiéndose en uno de los más aclamados discos de emo y math rock de su era. En 2014 American Fooball se reunificó con el bajista Nate Kinsella y en los años siguientes publicó los álbumes homónimos American Football (2016) y American Football (2019).

## Historia

### Antecedentes
Kinsella y Lamos comenzaron tocando juntos con Dave Johnson y Allen Johnson en 1997, bajo el nombre de "The One Up Downstairs", en el cual, Kinsella era el vocalista exclusivo. Grabaron tres canciones con ese nombre, con la intención de lanzar su primer 7" en "Polyvinyl Records", pero la banda, por razones desconocidas, se disolvió antes de lanzar ese 7", así que, las canciones grabadas fueron dejadas de lado. Finalmente, las tres canciones grabadas por "The One Up Downstairs" fueron lanzadas en el año 2006 como EP que se distribuyó por descarga digital en "Polyvinyl Records".

### Formación y primer álbum
Después de la disolución de "The One Up Downstairs", Dave y Allen Johnson se van a formar la banda "Very Secretary" y más tarde, a la banda "Favorites Saints", mientras que Kinsella y Lamos comienzan trabajando con Steves Holmes y así se termina completando American Football. La banda ha lanzado dos trabajos—un EP con el mismo nombre lanzado en 1998 y un LP también con el mismo nombre lanzado en 1999, por la discográfica "Polyvinyl Records"
.
Con un año de lanzamiento de su primer LP, American Football se vuelve un proyecto musical y al poco tiempo, tras un mutuo acuerdo, la banda se disuelve y dejan de grabar juntos.

### Reelanzamiento del primer álbum
El 20 de marzo de 2014, Polyvinyl Records anuncio una versión deluxe del álbum American Football, el cual incluye las 9 originales pistas de la versión de 1999, incluyendo 10 demos nunca oídas y grabaciones en vivo. La versión deluxe está disponible en 2 LP De 180 Gramos Rojo, Dos CDs, Casete y una descarga MP3. Otra versión limitada a 2000 copias, con 2 LP Amarillos/Verdes de 180 Gramos también fue anunciada, todas las versiones se lanzaron el 20 de mayo de 2014.

### Sonido y Legado
Sin Embargo, tras esta disolución, siguieron recibiendo críticas aclamadoras sobre ese álbum, el cual, fusionaron el habla sencilla, letras confesionales y profundas, compusieron tiempos variables heredados del Math Rock. Estas características se pudieron encontrar en el proyecto solo de Kinsella, "Owen".
.

### Regreso a la actividad y nuevo álbum
El 2 de abril de 2014, Polyvinyl anticipo a los fanes con un sitio web, americanfootballmusic.com, el sitio tenía una cuenta regresiva que expiraba el 21 de abril de 2014,  cuando la cuenta regresiva terminó dos conciertos se anunciaron en Champaign y Nueva York.
El 23 de agosto de 2016 tras un poco más de dos años de su regreso, anuncian el lanzamiento de su nuevo álbum homónimo previsto para el 21 de octubre de 2016. En el anuncio de la preventa del mismo, presentaron una canción como adelanto del disco titulada «I've Been So Lost For So Long».
El nuevo disco, será su segundo álbum de larga duración en su discografía, el mismo llega 17 años después de su primer álbum homónimo.
El 16 de julio de 2021, Steve Lamos anunciaría su salida de la banda, citando como razón un cambio de situación en su vida.

## Miembros
Miembros actuales
- Mike Kinsella – voz, guitarra (1997-2000, 2014-presente), bajo (1997-2000)
- Steve Holmes – guitarra (1997-2000, 2014-presente), teclados (1997-2000)
- Nate Kinsella – bajo, coros, vibráfono (2014-presente)
- Steve Lamos – batería, percusión, trompeta (1997-2000, 2014-2021, 2023-presente)

Miembros de gira
- Mike Garzon – percusión, melódica  (2016-presente)
- Cory Bracken – vibráfono (2019-presente)
- Sarah Versprille – coros (2019-presente)

## Discografía
Álbumes de estudio
- 1999: American Football
- 2016: American Football
- 2019: American Football

EP
- 1998: American Football
- 2019: Year One Demos